# 森林前诺因堡
森林前诺因堡是德国巴伐利亚州的一个市镇。总面积110.17平方公里，总人口8021人，其中男性4055人，女性3966人（2011年12月31日），人口密度73人/平方公里。